# Aage Grut
Aage Grut (født 23. december 1906 i Holte, død 21. juni 1977 i København) var en dansk læge og modstandsmand.

## Uddannelse
Grut var søn af generalmajor og kammerherre Torben Grut og hustru Mary f. Grut og tilhørte den ansete Grut Hansen-familie. Han blev student fra Birkerød Statsskole 1923 og blev cand. med. 1931, dr. med. (på afhandlingen Chronic carbon monoxide poisoning) 1949 og fik Diplomas in Public Health & in Industrial Health (London) 1954. Grut var skibslæge i Østasiatisk Kompagni 1931-32, reservelæge ved Niels Steensens Hospital 1934, 1. reservelæge ved Statshospitalet i Sønderborg, medicinsk afdeling 1935-39, tog embedslægeeksamen 1940 og var læge i Arbejds- og Fabrikstilsynet 1940-48.

## Besættelsen
Under besættelsen var Grut med i modstandsbevægelsen og blev 1943 medlem af Københavns militære distriktsledelse. Grut blev arresteret af Gestapo på sin arbejdsplads, Hygiejnisk Institut ved Rigshospitalet, senere samme år. I sin bog Birkedal om den danske torturbøddel i tysk tjeneste Ib Birkedal Hansen beskriver forfatteren Peter Øvig Knudsen, hvordan den da 37-årige Aage Grut havde haft kontakt til modstandsbevægelsen siden 1941, og tyskerne anklagede ham for at have udlånt sin lægebil til illegale formål.
Gestapo torturerede Aage Grut gennem flere dage, fordi han nægtede at angive sine medsammensvorne. Han fik tæsk med en ståltråds-wire omviklet med gummi og bagefter anbragt på en stol, hvor hans ene ben blev bundet fast til et stoleben. Forhørslederen klemte en pind ind langs stolebenet og drejede rundt, så snoren blev strammet, indtil Aage Grut besvimede. Som læge vurderede han selv senere, at det ikke var de kraftige smerter fra benet, men de voldsomme indre blødninger efter mishandlingen, der var årsagen til besvimelsen.
Efter krigen forklarede den tyske øverstbefalende, general Günther Pancke, at han havde modtaget en henvendelse fra Aage Gruts far, der som dansk generalmajor i Hæren havde bedt Pancke sørge for, at sønnen ikke blev sendt til en tysk koncentrationslejr. I stedet blev Aage Grut overført til Frøslevlejren, hvor han virkede som læge resten af besættelsen.

## Verdenskendt arbejdsmediciner efter krigen
Efter krigen var Grut ansat i Direktoratet for Ulykkesforsikring 1944-48, var konsulent i arbejdsmedicin og chef for den arbejdsmedicinske afdeling i Det internationale Arbejdsbureau, Genève 1948-53, kredslæge for Midtfyns lægekreds 1954 og slutteligt overlæge i Arbejdstilsynet fra 1955 til 1976, året før sin død.
Aage Grut var en højt estimeret ekspert inden for arbejdsmedicin og var delegeret ved 1.-6. World Health Assembly 1948-53, ved Seminar for arbejdsplacering af invalider (Stockholm) 1955, EPA Seminar for ergonomi (Liège) 1961; konsulent ved den danske delegation til FN's atomenergikonference, Genève 1955 og 1958; af Sundhedsstyrelsens radioaktivitetsudvalg 1955, af Nordisk embedsmandsudvalg for arbejdsmiljø 1973, af den internationale asbestoseekspertkomite og ATV's indeklimaudvalg; i redaktionskomitéen for Internationales Archiv fur Gewerbepathologie und Gewerbehygiene og Work, Environment, Health; medlem af WHO's arbejdsmedicinske ekspertkomité og af Commission Internationale Permanente pour la Médecine du Travail; formand for Førstehjælpskomitéen af 1961, for Dansk Industrimedicinsk Selskab og for den internationale kuliltekomité, vicegeneralsekretær ved 3. internationale støvlungekonference, Sydney 1950; i ærespræsidiet for 1. internationale kongres for profylaktisk medicin, Triest 1951; æresmedlem af Argentinas Arbejdsmedicinske Selskab 1951 og af Sociedad Cubana de Medicina del Trabajo 1953. I ærespræsidiet for International Association for Life-Saving and First Aid Seminar, København 1968.

## Rolle i den danske asbestskandale
Aage Grut var bl.a. ekspert i asbestose og andre asbestrelaterede sygdomme, og efter at have deltaget i en international konference om emnet i Dresden i 1968, konkluderede Grut: "Er det rigtigt, at de små mængder, der fremkommer i omegnen af asbestvirksomheder, vil kunne fremkalde i hvert fald mesotheliom (uhelbredelig lungehindekræft, red.) mener jeg ikke, at det er muligt ved industrielle beskyttelsesforanstaltninger at forebygge erhvervsbetinget optræden af disse lidelser. Konsekvensen må blive et forbud."
Det var samtidig Gruts faglige ansvarsområde i Arbejdstilsynet at opstille retningslinjer for håndteringen af asbest på Danmarks største asbestvirksomhed, Dansk Eternit-Fabrik i Aalborg. Men hvad det angik, kom Grut til en helt anden konklusion: "Det er indiskutabelt, at det vil være urealistisk af tilsynet at forbyde anvendelsen både af økonomiske og tekniske grunde."
I stedet for at fastholde en kritisk distance til fabrikken, udviklede Grut et venskab med asbestfabrikkens direktør, William Johnsen. I hele sin embedsperiode forhalede han indførelsen af forholdsregler mod og grænseværdier for asbest, selvom bl.a. Storbritannien havde indført grænseværdier.

## Privat
Han var Ridder af Dannebrog og næstformand i Dansk Svæveflyveunion 1946-48.
Han blev gift 26. oktober 1946 i Kastelskirken med Ulla Schultz (7. marts 1917 i Reval – 27. januar 1975 i København), datter af civilingeniør Sven Schultz og hustru Karen Marie f. Bertelsen.
Han er begravet på Gentofte Kirkegård.
Grut boede i en villa på Hambros Allé 20 i Hellerup tegnet af Tyge Hvass.